# 후지카와촌 (야마구치현)
후지카와촌(藤河村)은 야마구치현 구가군에 설치되었던 촌이다. 현재의 이와쿠니시에 해당한다.

## 역사
- 1889년 4월 1일 -정촌제 시행에 의해 구가군 후지카와촌이 성립하였다.
- 1916년 6월 1일 - 일부 구역이 후지카와촌에 편입, 일부는 미쇼촌이 각각 성립, 동일 후지카와촌은 폐지되었다.

## 교통

### 철도
촌역에 일본국유철도 산요본선이 지나가지만 역은 소재하지 않았다.

### 도로
- 국도 제2호선

## 참고문헌
- 角川日本地名大辞典 35 山口県